# Arnold Hille
Arnold Valentin Hille (* 18. August 1892 in Sulza, heute Bad Sulza; † 22. Januar 1959 in München) war ein deutscher Politiker der SPD.

## Leben und Beruf
Die Zwillingsbrüder Arnold und Georg Hille wurden während eines Kuraufenthalts geboren.
Nach der Schule absolvierte Hille eine Lehre im Geschäft seiner Eltern und war anschließend als Gehilfe in verschiedenen Großhandlungen tätig. Als Soldat nahm er am Ersten Weltkrieg teil; danach eröffnete er eine Handelslehranstalt. In seiner Zeit als Berufspolitiker beteiligte er sich an der Gründung des Landesverbandes der Reichsgewerkschaft deutscher Kommunalbeamter, wo er dem Landes- und Reichsvorstand angehörte.
Nach seiner Entlassung aus dem Bürgermeisteramt ließ sich Hille 1933 im schlesischen Liegnitz nieder und übernahm die Geschäftsführung eines Bauunternehmens. In dieser Zeit sah er sich vielfachen Schikanen durch die Nationalsozialisten ausgesetzt.
1936 zog er nach München, wo er 1939 sein Abitur nachholte und 1941/42 die Prüfung zum Diplom-Kaufmann und -Volkswirt ablegte sowie den Doktortitel in Staatswissenschaften erwarb. Das Thema seiner Dissertation lautete: Das deutsche Kleingartenwesen in Vergangenheit und Gegenwart, unter besonderer Berücksichtigung der Münchener Kleingartenverhältnisse.
Am 1. August 1945 wurde er zum Leiter des Arbeitsamtes in Weilheim berufen, zum 1. Dezember 1945 wechselte er in dieser Position zum Arbeitsamt München. Später wurde er zum Direktor des Versorgungsamtes Schwaben in Augsburg berufen. Anfang der 1950er Jahre war er Vorsitzender der Gemeinnützigen Baugenossenschaft der Erwerbslosen, Heimatvertriebenen und Fliegergeschädigten, die jedoch in finanzielle Schieflage geriet, so dass er vom Vorsitz zurücktrat, zwei Tage, bevor die Genossenschaft Konkurs anmelden musste.
1957 wurde Hille Geschäftsführer eines Nachtlokals im Münchner Stadtteil Schwabing.
Vom schöngeistig tätigen Hille ist eine handschriftliche Sammlung mit 87 Gedichten erhalten geblieben, die seine Frau Anni Hille (1900–1988) 1952 zu seinem 60. Geburtstag abschrieb und binden ließ. Diese Gedichte entstammen den Jahren 1918 bis 1946, wobei der Schwerpunkt im Jahr 1922 liegt.

## Politik
Hille trat 1919 in die SPD ein; er gehörte auch dem Reichsbanner an. Von 1920 an war er besoldeter Stadtrat verschiedener sächsischer Städte, unter anderem in Werdau. Hauptsächlich war er dabei als Dezernent für das Arbeitsamt und die Wohlfahrtspflege zuständig, außerdem war er Stellvertreter des Bürgermeisters. Obgleich seine Amtszeit als besoldeter Stadtrat offiziell im Mai 1926 endete, schied er bereits zum 1. Oktober 1925 aus diesem Verhältnis aus. In den folgenden Jahren bekleidete er mehrere Bürgermeisterämter: Von 1925 bis 1929 ehrenamtlich in Sosa, danach bis 1931 hauptamtlich in Oberwürschnitz und danach in Zschachwitz. In dieser Zeit führte er ein großzügiges Wohnungsbauprogramm in und um Dresden durch. 1933 wurde er aus dem Bürgermeisteramt entlassen.
Nach dem Krieg führte Hille seine politischen Tätigkeiten fort. Er gehörte nunmehr dem Münchner Stadtrat und von 1946 bis 1950 dem Bayerischen Landtag in seiner ersten Wahlperiode an. Im Landtag war er Vorsitzender der Ausschüsse für Rechts- und Verfassungsfragen und für die Geschäftsordnung.